# Jimmy Wales
Jimmy Donal «Jimbo» Wales (Huntsville, Alabama, 7 d'agost de 1966) és un empresari d'Internet estatunidenc, cofundador (juntament amb Larry Sanger) i promotor de la Viquipèdia, una enciclopèdia basada en el concepte wiki i el model de programari lliure. Va ser fundador, a més, de Nupedia –antecessora de la Viquipèdia–, al costat de Tim Shell, de la companyia Bomis. També va ser cofundador de l'empresa amb ànim de lucre Wikia, juntament amb Angela Beesley. Es va graduar a les universitats d'Auburn i d'Alabama. És president emèrit de la Fundació Wikimedia, una fundació sense afany de lucre localitzada a San Francisco.
En una entrevista de 2004, Wales va explicar els seus motius per a la creació de la Viquipèdia:
| «             | Imaginem un món en el qual cada persona tingui accés lliure i gratuït a la suma de tot el coneixement humà. Això és el que estem fent. | » |
| — Jimmy Wales | |   |